# Lilian Compan
Lilian Compan (Hyères, 30 aprile 1977) è un allenatore di calcio ed ex calciatore francese, di ruolo attaccante.

## Palmarès

### Club

#### Competizioni nazionali
- Campionato francese di seconda divisione: 1

Saint-Étienne: 2003-2004

#### Competizioni internazionali
- Coppa Intertoto UEFA: 1

Auxerre: 1997

### Individuale
- Capocannoniere della Coupe de la Ligue: 2

1995-1996 (3 reti), 2003-2004 (4 reti)